# Aristotelia chilensis
Aristotelia chilensis là một loài thực vật có hoa trong họ Côm. Loài này được (Molina) Stuntz mô tả khoa học đầu tiên năm 1914.

## Hình ảnh

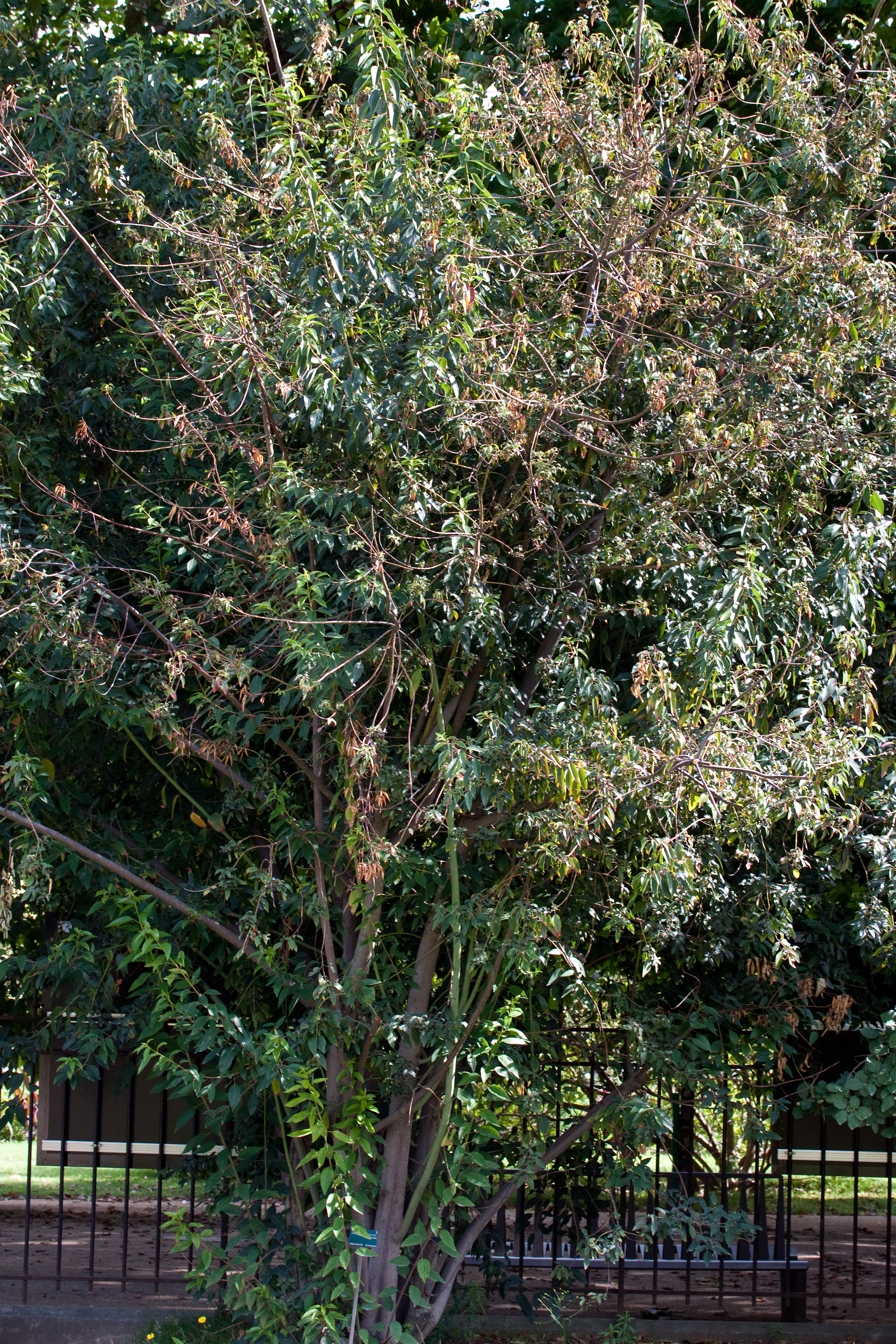
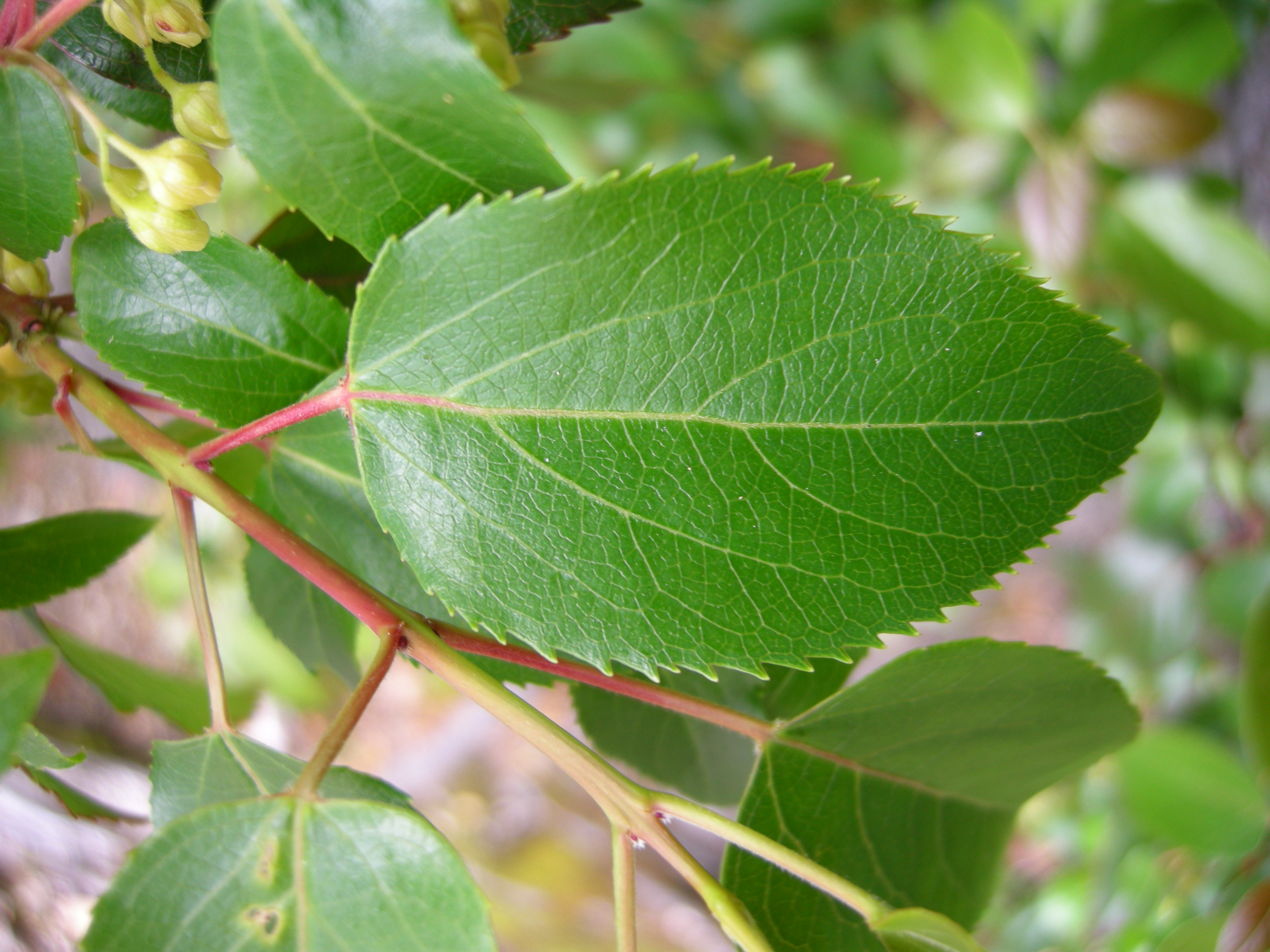
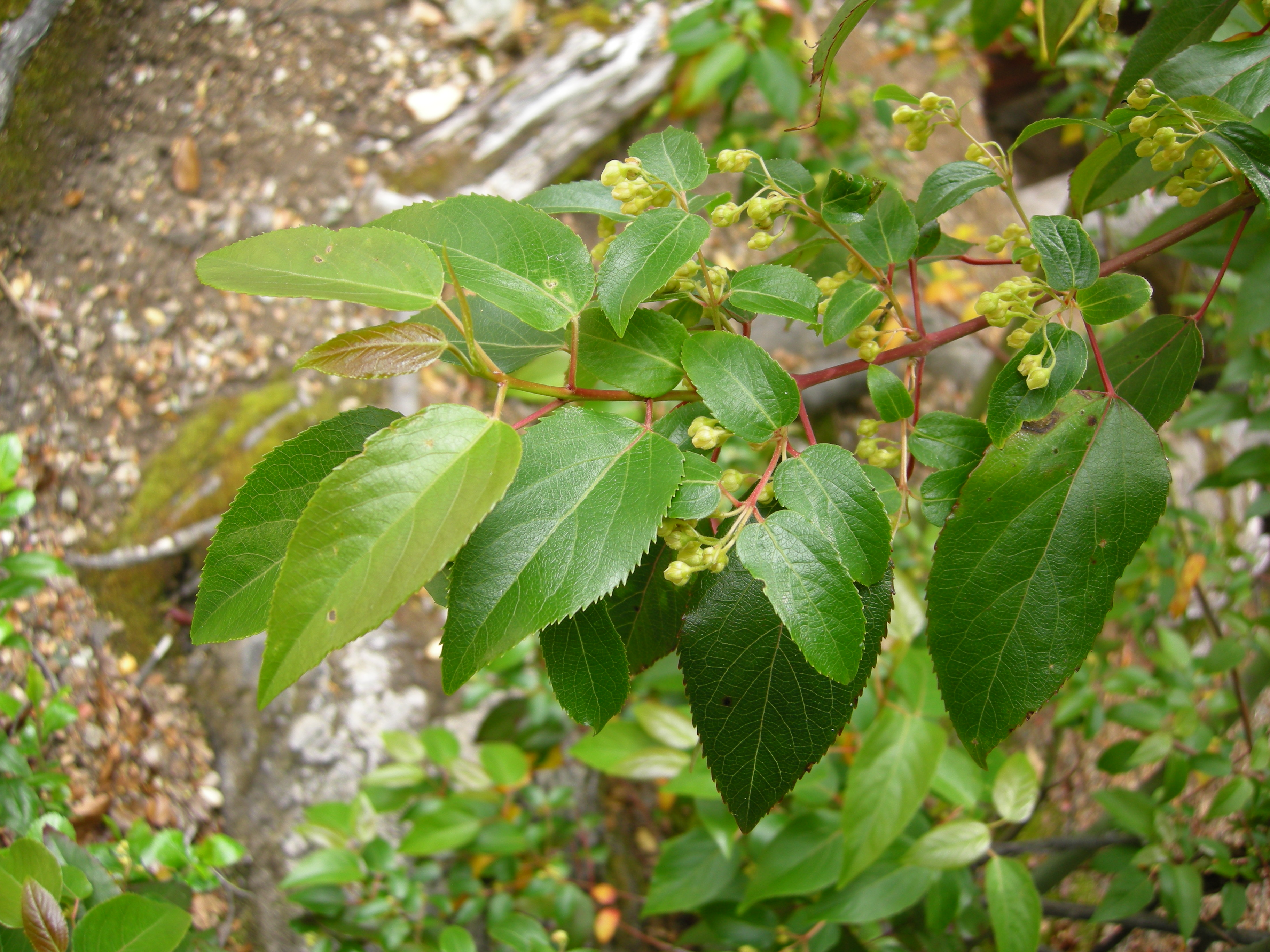
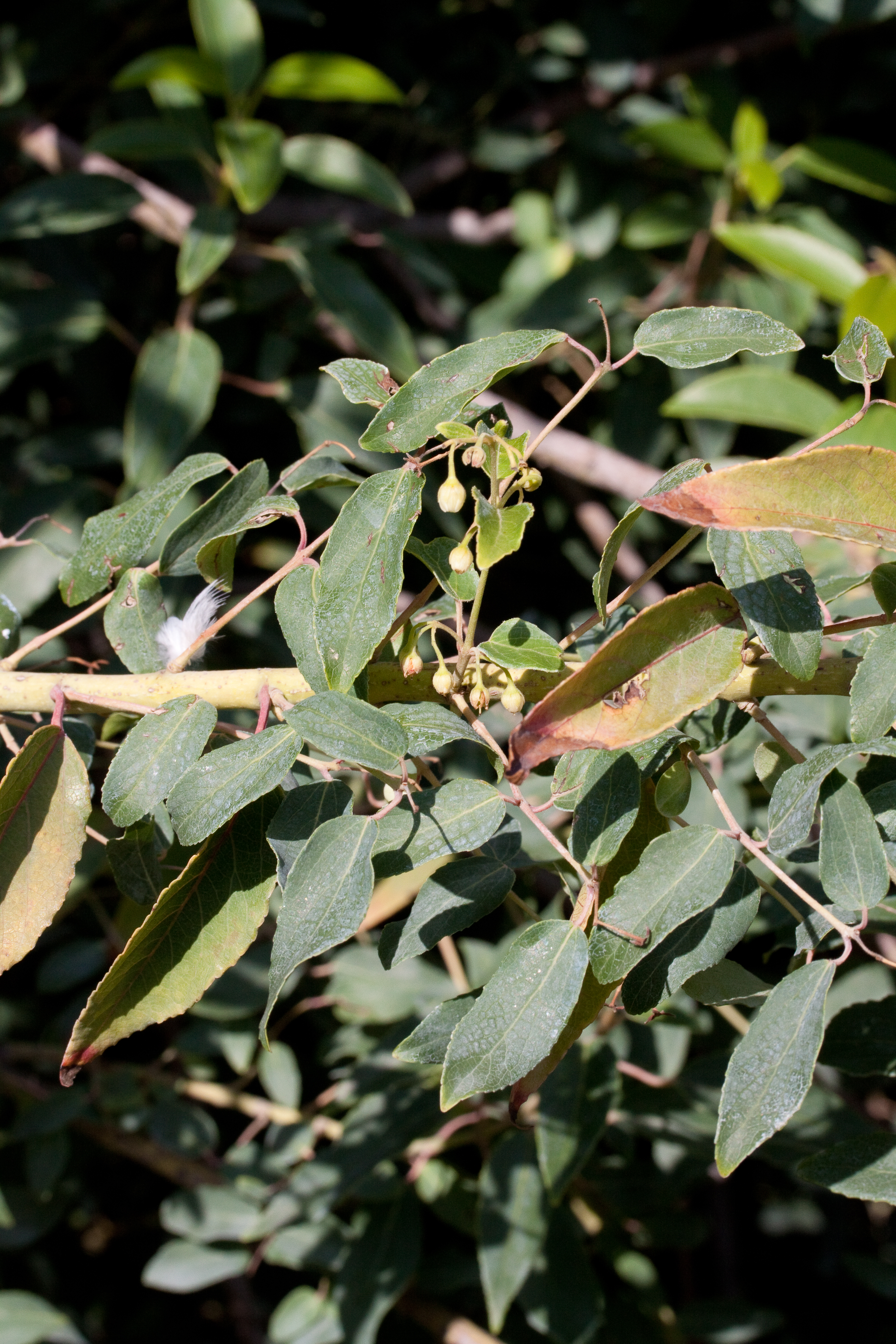